# Gran Premio Tallin-Tartu
El Gran Premio Tallin-Tartu fue una carrera ciclista profesional de un día estonia, que se disputaba en el mes de mayo uniendo las ciudades de Tartu y Tallin, las dos principales del país.
Se disputó por primera vez en 2001 como amateur hasta que en 2002 comenzó a ser profesional ascendiendo en un año de la categoría 1.5 (última categoría del profesionalismo) a la 1.3; desde la creación de los Circuitos Continentales UCI en 2005 formó parte del UCI Europe Tour, dentro de la categoría 1.1. Durante su historia la prueba ha cambiado de denominación en varias ocasiones:
- Tallin-Tartu (2001)
- Baltic Open-Tallinn GP (2002-2003)
- G.P. EOS Tallinn (2004-2007)
- Tallin-Tartu GP (2008-2012)

En 2013 se fusionó con el Gran Premio Tartu formando el Tour de Estonia.
Los corredores que más veces se han impuesto son los estonios Janek Tombak y Erki Pütsep, con dos victorias cada uno.

## Palmarés
En amarillo: edición amateur.
| Año                         | Ganador        | Segundo             | Tercero              |
| --------------------------- | -------------- | ------------------- | -------------------- |
| 2001                        | Andrus Aug     |                     |                      |
| Baltic Open-Tallinn GP      |                |                     |                      |
| 2002                        | Oleg Grishkine | Andrus Aug          | Erki Pütsep          |
| 2003                        | Arnaud Coyot   | Médéric Clain       | Lauri Aus            |
| EOS Tallinn GP              |                |                     |                      |
| 2004                        | Mark Scanlon   | Nicolas Inaudi      | Arnaud Coyot         |
| 2005                        | Janek Tombak   | Erki Pütsep         | Jonas Ljungblad      |
| 2006                        | Janek Tombak   | Valery Valynin      | Alexander Khatuntsev |
| 2007                        | Erki Pütsep    | Aleksejs Saramotins | Marius Bernatonis    |
| Grand Prix de Tallinn-Tartu |                |                     |                      |
| 2008                        | Mart Ojavee    | Erki Pütsep         | Jens Mouris          |
| 2009                        | Erki Pütsep    | Jaan Kirsipuu       | Gert Jõeäär          |
| 2010                        | Denis Flahaut  | Jaan Kirsipuu       | Erki Pütsep          |
| 2011                        | Angelo Furlan  | Jonas Ahlstrand     | Alexandre Blain      |
| 2012                        | Saïd Haddou    | Clinton Avery       | Blaž Furdi           |

## Palmarés por países
- Ediciones profesionales

| País    | Victorias |
| ------- | --------- |
| Estonia | 5         |
| Francia | 3         |
| Rusia   | 1         |
| Irlanda | 1         |
| Italia  | 1         |